# PunchOut
Pour la série de jeu vidéo de boxe, voir Punch-Out!!.
 (août 2013).
Si vous disposez d'ouvrages ou d'articles de référence ou si vous connaissez des sites web de qualité traitant du thème abordé ici, merci de compléter l'article en donnant les références utiles à sa vérifiabilité et en les liant à la section « Notes et références ».
PunchOut ou Roundtrip est un concept informatique désignant l'inter-communication entre les applications informatiques d'une entreprise et de son fournisseur.

## Principe
Un acheteur connecté à son ERP, accède au catalogue web d'un fournisseur sans reconnexion (authentification unique), consulte les produits et constitue son panier sur ce site tiers, lors de la validation le panier est rapatrié dans son ERP pour validation et enregistrement.
La transmission de la commande finalisée se fait ensuite par les moyens habituels (courrier, fax, courrier électronique, EDI...)
Les avantages sont ainsi les suivants : 
- le catalogue étant externalisé chez le fournisseur (« sellside »), la charge de maintenance lui est dévolue, les fiches produit et les prix contractuels sont constamment à jour ;
- l'acheteur bénéficie de l'ergonomie d'un site de vente en ligne, généralement meilleure que celle de son ERP (notamment en termes de facilité et puissance de recherche) ;
- comparativement à une simple utilisation de catalogue web sans PunchOut, l'acheteur n'effectue là qu'une seule saisie de sa commande et une seule authentification.

Certains inconvénients cependant y sont liés : 
- la comparaison des prix entre plusieurs fournisseurs est malaisée car chacun a son propre site de vente en ligne connecté en PunchOut. Cet aspect est cependant pris en compte par certaines fonctionnalités avancées (exemple « BACKGROUND_SEARCH » de la norme OCI de SAP)
- le PunchOut ne gère pas la totalité du flux de passage de commande (pas de transmission de la commande finalisée, de l'accusé de réception, de la facturation...)

## Normes
Les deux formats de PunchOut principaux sont les normes suivantes : 
- OCI de SAP
- cXML de Ariba SAP